# Kommen
 For alternative betydninger, se Kommen (flertydig). (Se også artikler, som begynder med Kommen)
Kommen (Carum carvi) (almindelig kommen) er en toårig plante i skærmplante-familien. Den 25-60 centimeter høje urt er især kendt for sine aromatiske frugter. Arten er udbredt i store dele af verden, hvor den mange steder anvendes som krydderurt.

## Beskrivelse
Kommen er en grenet urt med mere eller mindre marvfyldt, glat, kantet (eller furet) stængel. Bladene er 2-3 gange fjersnitdelte med linjeformede afsnit. De øvre stængelblade er karakteristiske ved, at bladskederne har brede hindekanter og flige ved grunden. De hvide eller rødlige blomster sidder i dobbeltskærme med 7-10 ulige lange stråler. Der mangler normalt både storsvøb og småsvøb. Frugterne er brune med 5 tynde, lyse ribber. Delfrugterne er krumme og dufter kraftigt ved knusning.

## Anvendelse
Kommen har siden middelalderen været anvendt som lægeplante og krydderurt. Det virksomme stof i planten er den aromatiske og skarpt smagende kommenolie. Frugterne anvendes i bagværk og ost, mens kommenolien anvendes i dansk snaps.

## Udbredelse
Arten er naturligt hjemmehørende i Europa, Nordafrika og Vestasien, men er spredt med kulturen til alle verdensdele.
I Danmark er kommen temmelig almindelig som vildtvoksende langs veje, på overdrev, i enge og ved beboelse. Den blomstrer i maj og juni.

## Billeder
- Kommenfrø er strengt taget frugter og ikke frø.
- Blomstrende kommen.